# قرار مجلس الأمن التابع للأمم المتحدة رقم 1200
قرار مجلس الأمن التابع للأمم المتحدة رقم 1200، المتخذ بالإجماع في 30 أيلول / سبتمبر 1998، بعد التذكير بالقرارات 955 (1994) و989 (1995) و1165 (1998)، أحال المجلس 18 ترشيحاً لمناصب قضاة في المحكمة الجنائية الدولية لرواندا إلى الجمعية العامة للنظر فيها.

وكانت قائمة الترشيحات على النحو التالي: 
- بافيل دولينك (سلوفينيا)
- ساليفو فومبا (مالي)
- ويلي سي جا (الفلبين)
- اسوكا دي ز. جوناواردينا (سري لانكا)
- محمد غوني (تركيا)
- آكا إدوكو جان بابتيست كابلان (كوت ديفوار)
- لايتي كاما (السنغال)
- ديونيسيوس كونديليس (اليونان)
- بوبا ماهاماني (النيجر)
- إريك موس (النرويج)
- ياكوف أوستروفسكي (روسيا)
- تشيك ديمكينسيدو ويدراوغو (بوركينا فاسو)
- نافانيثيم بيلاي (جنوب إفريقيا)
- إنديرا رانا (نيبال)
- ويليام سيكولي (تنزانيا)
- تيلاهون تيشومي (إثيوبيا)
- لويد جورج ويليامز (جامايكا وسانت كيتس ونيفيس)

 تم اختيار تسعة قضاة في وقت لاحق من قبل الجمعية العامة في تشرين الثاني / نوفمبر 1998 للعمل لمدة أربع سنوات حتى أيار / مايو 2003: بافيل دولينك، ومحمد غوني، ولايتي كاما، وديونيسيوس كونديليس، وإريك موس، وياكوف أوستروفسكي، ونافانيثيم بيلاي، وويليام سيكولي، ولويد جورج ويليامز.

## روابط خارجية
- نص القرار في undocs.org